# Flavigny-le-Grand-et-Beaurain
Flavigny-le-Grand-et-Beaurain – miejscowość i gmina we Francji, w regionie Hauts-de-France, w departamencie Aisne.
Według danych na styczeń 2014 roku gminę zamieszkiwało 491 osób, a gęstość zaludnienia wynosiła 36 osób/km².